# Vince Lombardi-trófea
A Vince Lombardi-trófea egy díj, amelyet minden évben a National Football League bajnoki döntőjének, a Super Bowl győztese kap meg.

## Története
1967-ben a Tiffany & Co. cég alelnöke, Oscar Riedner tervezte meg a Super Bowl trófeáját, amelyet Pete Rozelle-nek megmutatott, aki az NFL főtitkára volt. Azóta a trófeát a Tiffany & Co. cég készíti minden évben, Parsippany-ban, New Jersey-ben. A munka négy hónapot vesz igénybe, mert kézzel készítik.
A trófeát 1967-ben a Green Bay Packers nyerte el először, a bajnoki döntő akkor még „AFL-NFL World Championship Game” néven létezett.
A kezdetekkor a „World Professional Football Championship” szavakkal jegyezték, és általában világbajnokság-trófeaként utaltak rá. A Green Bay Packers legendás vezetőedzőjének, Vince Lombardi emlékére, annak hirtelen bekövetkezett halála után egy héttel, 1970. szeptember 10-én hivatalosan átnevezték a trófeát. A Lombardi által irányított Packers nyerte meg az első két Super Bowlt. Első alkalommal a Super Bowl V győztese, a Baltimore Colts nyerte el a díjat Vince Lombardi-trófeaként, 1971-ben.
A Super Bowl XXX óta a díjat a mérkőzés helyszínén a győztes csapat tulajdonosának adják át.

## A trófea
A Vince Lombardi-trófea 56 centiméter magas (22 hüvelyk), súlya 3,2 kilogramm (7 font). Egy tojáslabdát ábrázol rúgó helyzetben, amely egy három oldalú, konkáv lábon áll, és az egész tiszta ezüstből készült.
A „Vince Lombardi Trophy” szavakat és az aktuális Super Bowl római számmal kifejezett sorszámát belevésik és a NFL logóját ráragasztják az alapra. A trófeát a bajnoki döntőn történő átadása után visszaküldik a Tiffany & Co. céghez, ahol a dátumot, a mérkőzés végeredményét és a győztes csapat tagjainak nevét belevésik. Ezt követően a győztes csapathoz kerül, amely megtartja a trófeát.
Az első négy mérkőzés alkalmával mindkét liga, az NFL és az AFL logója is a trófeán szerepelt. A Super Bowl V és a XLII között a korábbi NFL logó volt a trófea elején. A Super Bowl XLIII óta egy moderinzáltabb logó található rajta. A trófeán nem volt nagyobb jelentőségű változtatás a kezdetek óta. A Green Bay Packers az egyetlen csapat, amely mindhárom verziójú trófeát elnyerte (Super Bowl I, II, XXXI, és XLV).

## Legtöbb győzelemmel rendelkező csapatok
A Pittsburgh Steelers és a New England Patriots nyerte el legtöbbször a trófeát, összesen hatszor. A San Francisco 49ers, a Dallas Cowboys  öt-öt alkalommal hódította el. A Green Bay Packers, a New York Giants egyaránt négyszer, míg a Washington Redskins és az Oakland Raiders háromszor emelhette a magasba.
Háromszor egymás után egyik csapat sem nyerte meg a Super Bowlt, de két csapat négy éven belül háromszor is megnyerte a bajnoki címet. A két csapat a Dallas Cowboys (1992, 1993, 1995) és a New England Patriots (2001, 2003, 2004). A Pittsburgh Steelers négy győzelmét hat éven belül aratta (1974, 1975, 1978, 1979) és a Steelers volt az első csapat amely négyszeres bajnoknak mondhatta magát.